# Angie Savage
Angie Savage (Santa Cruz, California; 12 de noviembre de 1981) es una actriz estadounidense. Empezó en el cine  en 2005, a los 24 años de edad, desde entonces ha aparecido en más de 150 películas.
En septiembre de 2012, Angie comenzó a operar un negocio de perritos calientes, Angie’s Wieners, que se inauguró en el evento Renegade Rendezvous en Dixon.

## Videoclips
Angie aparece en el video musical de rap "Sex In The Air", dirigida por Director Hugo V. El video musical también cuenta con apariciones de Mellow Man Ace y Shifty Shellshock del grupo Crazy Town.[cita requerida]

## Galardones
- AVN AWARDS 2012 - Nominada - Estrella Crossover del Año.
- AVN AWARDS 2013 - Nominada - Estrella Crossover del Año.
- XBIZ AWARDS 2012 - Nominada - Estrella Crossover del Año.